# Fredrik Lorentz Bonde
Fredrik Lorentz Bonde af Säfstaholm, född 6 januari 1715 i Karlskrona, död 6 april 1783 i Västra Vingåkers församling, Södermanlands län, var en svensk kammarherre och greve av ätten Bonde af Säfstaholm.

## Biografi
Fredrika Lorentz Bonde af Säfstaholm föddes 1715 i Stockholm. Han var son till Claës Ulfsson Bonde, och friherrinnan Beata Märta Sparre. Bonde blev 13 oktober 1735 auskultant i Bergskollegium och 1745 kammarherre. Han blev 28 april 1772 utnämnd till riddare av Vasaorden och 22 augusti 1782 kommendör av Vasaorden. Bonde avled 1783 på Kjesäter i Västra Vingåkers socken och begravdes i Västra Vingåkers kyrka. Ätten Bonde af Säfstaholm utgick på svärdssidan vid hans död.

### Egendom
Bonde ägde Nygård och Kesätter i Västra Vingåkers socken och Gursten i Lofta socken.

### Familj
Bonde gifte sig 3 november 1741 med friherrinnan Christina Horn af Åminne (1714–1772), dotter till översten friherre Christer Horn af Åminne och friherrinnan Anna Regina Siöblad. De fick tillsammans sonen Claes Christoffer Bonde (1742–1743).